# Automóvel Clube de Campos
Automóvel Clube de Campos também conhecido por Automóvel Clube Fluminense, é um clube brasileiro atualmente com destaque no basquetebol  e handebol. 

## História
O Automóvel Clube Fluminense, apelidado de clube ouro-azul, e com o nome Cassino de Campos, foi fundado em 14 de agosto de 1922. Possuia sede própria em um palacete colonial à rua 13 de Maio, local este considerado uma das mais belas arquiteturas de Campos, que após demolido, vislumbravam construir algo moderno para sediar o clube..
Inicialmente batizada de “Casino”, seu primeiro presidente foi Paulo Pereira Pinto e a cidade vivia um bom momento econômico com a indústria açucareira. No mesmo ano de 1922, mas em 14 de novembro, foi eleita e empossada a primeira diretoria, cujo presidente era Teófilo Ferraz.De “Casino”, o nome mudou para “Casino de Campos” em 7 de novembro de 1923. Somente em 1927 foi adotada a nomenclatura Automóvel Clube Fluminense, já sob presidência de Godofredo Saturnino da Silva Pinto, que entrou em cena em 1926 e atualizou o estatuto durante o seu mandato e tinha como  finalidade o desenvolvimento automobilístico, principalmente por meio de turismo, competições, exposições e congressos; nesta gestão que foi adquirido um imóvel à rua 13 de maio, número 30, onde se ergueu a histórica sede, adquirida por 60 mil réis, cuja planta baixa foi aprovada pelo arquiteto Adolpho Morales de Los Rios Filho, custando 1,5 conto de réis, este também desenhou dois modelos para o emblema do clube, mas, o modelo adotado foi o de Carlos Hamberger.
Quando concluiu a obra, as instalações foram feitas pela Casa Nunes, todo trabalho de pintura assinado pelo capixaba Homero Massena, aos poucos era percepitível os avanços do clube, elevando o número de ações de 300 para 600 títulos, sendo agora reconhecido como instituição de utilidade pública pelo então presidente (governador) do estado do Rio de Janeiro, Manuel de Mattos Duarte e Silva.A inauguração da sede se deu em 18 de janeiro de 1930, já no mandato de Manuel Duarte, segundo o pesquisador Genilson Paes Soares, entre os telegramas de cumprimento destinados ao clube, estavam o do então presidente da República, Washington Luís, e os dos ministros de Estado Victor Konder e Francisco Chaves de Oliveira Botelho.
Durante a sua história, o Ouro Azul expandiu a sua atuação a várias vertentes culturais, como bailes de Carnaval, Primavera, Réveillon, São João, etc. Também chegou a contar com um cinema para sócios, e, na área esportiva, abraçou modalidades como natação, basquete, vôlei, futebol de salão, tênis, lutas, entre outras.Outro marco esportivo do clube o investimento na construção do ginásio Olavo Cardoso, na gestão do presidente Ary Ribeiro Vianna e inaugurado em 19 de novembro de 1955. Data da mesma década a primeira piscina semiolímpica, oficialmente entregue aos sócios em 6 de agosto de 1958, como parte das comemorações pela Festa do Santíssimo Salvador.
Na ocasião era apenas um clube social, com poucos bailes inclusive o de comemoração de aniversário ou de finais de ano, com destaque aos poucos bailes de carnaval, e após chegada a cidade do Dr. Almir Maciel,engenheiro chefe da Leopoldina, um visionário para o desporto, além de ser praticante do tênis, recebeu propostas para presidir o clube por parte dos conselheiros e diretores, seria um grande desafio com a trajetória do clube até então.Quando Almir assumiu,  trouxe nomes como Pedro Américo Corrêa, Clovis Medina, Romualdo Peixoto, Filadelfo Vianna, Helvio Bacelar como seus diretores, e o apoio dos tenistas, Avelino Gomes, Carlos Gualda, Antonio Gambarot, Temistocles Lobo Peçanha, Gumercindo' Aquino, e mais um grupo que se iniciava no esporte da raquete, colocando o clube num cenário desportivo e social de destaque.
O Dr.Almir, botafoguense por tradição familiar, e seu irmão Alarico Maciel foi um dos grandes beneméritos do clube, e admirador da famosa equipe de basquete, onde figurava jogadores da seleção brasileira como De Vizzenzi e Armando Albano, construiu na gestão uma quadra cimentada moderna para a prática do basquetebol, sendo a segunda da cidade a ser construída, pois a primeira estava localizada ao lado do Cine Coliseu (depois Cine Goitaca), em seguida viu-se a necessidade de contratar atletas, visto que já queriam implantar o departamento, pois, não dispunham de recursos para formar e seria a longo prazo, então, os diretores Filadelfo Vianna e Hélvio Bacelar, foram em busca de atletas formados.
Outro presidente de destaque foi Severino Veloso de Carvalho Neto, o único com mandatos em períodos distintos, o primeiro deles a partir de 1965; ele foi responsável direto pela realização de concursos de beleza e muitos bailes carnavalescos, expansão do quadro de sócios e por conquistas patrimoniais, entre elas as construções do “Ginasinho”, que leva o seu nome; da sauna e da terceira piscina, sendo a segunda semiolímpica, expandindo ao adquirir imóveis vizinhos à sede da 13 de maio para área recreativa.
Em outubro de 1974, o palacete original foi demolido para dar lugar à construção de um prédio moderno, inclusive com estrutura levantada, mas sem a conclusão da obra até a saída de Severino, em 1980. A entrada atual, pela rua Siqueira Campos, foi construída em 1974, justamente por conta da interrupção do acesso na 13 de Maio, durante as obras.
Em curto tempo trouzeram Tarciso, Hugo Linhares, Fernando Duncan, Antoninho Freitas, Aires Tamega, Willy Duncan, Carlos Alberto Dutra, Pedro Duncan, Edgar Moço, Mozart Duncan, José Luiz Glória e outros craques de outros clubes, e bom jogador Hugo Aquino integrou a equipe ouro-azul em partidas amistosas. Filadelfo Vianna, ir buscar também no Liceu de Humanidades, onde encontrou valores como: Iderval Rabelo, Jorge Tamega, Geraldo Silva, Orlando Braga, e mais uma garotada da qual faziam parte: José Carlos Abreu, Gastão Batista de Carvalho, Mario Pamplona Corte Real, Hélvio Santafé, Luiz Carlos Silva, Amim Chaloub, Nataniel Carvalho, Humberto Fernandes, ficando Fernando Carvalho Leite (irmão de Carlos, o famoso atacante do Botafogo F. C.), como o técnico da juventude.
Em pouco tempo o clube estaria entre as potências do basquetebol campista, fluminense e brasileiro; na época as grandes forças eram Americano F.C. e Indsutrial F C., conquistando bi-campeonato municipal com atletas mais velhos, cujo elenco foi: Antoninho Freitas, Fernando Duncan, Willy Duncan, Edgar Moço, Hugo Linhares, Pedro Duncan, José Luiz Glória, e os reservas foram: Almir, Orlando, Geraldo, Helvio, Luiz Carlos, Mario, Jorge e Mozarth.
No ano seguinte como a grande maioria dos bicampeões  se retiraram e através da sugestão do então treinador Orlando Braga os reservas seriam promovidos a titulares e unindo-se aos remanescentes Pedro, Jorge, José Luiz e Hugo Linhares, conquistando o tricampeonato com uma bela campanha, e muitos jovens  abandoram as aulas e prestigiaram os jogos, estes oriundos do Liceu, Bittencourt e Batista; também estavavam José Miranda Felix, Tacito Lirio dos Santos, Geraldo Fernandes, Walter Faria Maciel, Breno Valadares, John Duncan, José, os assistentes e aos comentaristas de todo o país.
Os departamentos de voleibol masculino e feminino foram destaque no clube. E no plantel masculino estavam  Almir Faria, Gastão Carvalho, Hugo Linhares, José Amado Henriques, muito embora não tenha havido naquela época campeonatos campista e fluminense. Depois conquistam o título do interior, perdendo apenas para o Clube Pioneiros, de Niterói, que tinha jogadores de seleção como Borboleta. Em 1967, foi campeio do interior e vice-estadual em Friburgo, com os seguintes atletas André, Claudio, William, Gil, Sérgio, Francisco, Claudio José, Luiz, Galileu, Mauricio, Claudinho e Luiz Eduardo. O início do voleibol feminino, as irmás Tita, Hélia e Neuza Glória, formaram com Stella e Herminia Pinto, Lenita, Manida, a base da equipe, que mais tarde veio a ser reforçada com atletas do Liceu de Humanindades, formando com Cláudia, Martha Tecla, Margô e Marilda.
Na modalide do futebol de salão, com o advento da construção do "Ginásio Olavo Cardoso", o Automóvel Clube apressa em construir uma quadra externa, polivalente para a prática de basquete, vôlei, handebol, futebol de salão, entre outras práticas, já havendo campeonatos e não podia competir ainda, mas, planejava a montar um grande time, e após o fim do campeonato, jogadores de outros clubes se transferiram para o ouro-azul, principalmente os atletas do Amazonas, iniciava-se assim  futebol de salão, que tinha pela frente forças locais como o C. R. Rio Branco, Ferroviários e Tênis Clube. Tendo em sua equipe atletas do gabarito de Helinho Viana, Sérgio, Badé, Tasso, Noberto, Sérgio (Puf-Puf), Enio, Jorginho, João Izidro, Marcial, Guido, Echeborrena, Miminha e Cláudio. No futsal se firmava como uma das equipes melhores da cidade, e culminou levantando o título de tricampeão campista em 1969 no tênis, a melhor quadra de saibro da cidade, muito requisitada e aos finais de semana lotadas. Depois, as quadras de tênis deixaram de existir, com a construção do ginásio e das piscinas, e  primeira piscina construída pelo Dr. Ari Vianna deu ao clube uma nova dimensão social.
A natação do Automóvel Clube, começou na sua primeira competição vencendo apenas uma prova: 50 metros nado de costas, com o petiz Cézar Augusto Guimarães, competição realizada na piscina do SESC. A derrota não impactou a diretoria e ao técnico, já sabiam que depois desta derrota, nunca mais a equipe seria vencida nos campeonatos campistas, venceu os campeonatos fluminenses, também a competição dos estreantes nos Jogos da Primavera do Jornal dos Sports; venceu 7 provas com primeiro e segundo lugares, os dois revezamentos, só perdendo a prova de nado de peito, devido a impossibilidade da campeoníssima Maria Inês Silva participar, ela estava hospitalizada. Os nomes de Magda Gama, Denise Ferreira, Rita de Cássia Rangel, Maria Lúcia Carvalhido, Débora Prazeres, Evacira Peixoto e Martha Freitas, foram as nadadoras deste brilhante feito na piscina olímpica da Universidade Gama Filho.
Além dos citados Paulo Pereira Pinto (1922), Teófilo Ferraz (1922-1925), Godofredo Saturnino da Silva Pinto (1925-1933), Ary Ribeiro Vianna (1946-1962) e Severino Veloso de Carvalho Neto (1964-1968 e 1969-1980), também foram presidentes do ACF: Manoel Perlingeiro Neto (1933-1935), Almir Maciel (1935-1943), Pedro Américo Corrêa (1943-1946), Rosalvo Barros de Lalôr Alves (1962-1963), Geraldo Lima Ferreira (1963-1964), Lelio Barreto Siqueira (1968-1969), Genecy Ribeiro (1980-1981), Fernando de Campos Lima (1981-1986), Amaro Ribeiro Gomes (1986-1989), José Luiz Peixoto (1989-1992), Luiz Francisco Beda Campos (1991-2004) e Valter Carvalho (2004-2022), este falecido em julho deste ano, assumindo seu lugar  o então vice-presidente Carlos Eduardo dos Santos Peixoto (atualmente). 

### Basquete
Em 2002, sagrou-se campeão da Copa Brasil Sul e sendo vice-campeão da Supercopa do Brasil.Foi campeão do Campeonato Carioca de Basquete em 2003, e vice-campeão estadual nas edições dos anos de 2002 e 2004.
Em 2017, o clube conquistou o Torneio Carioca  ao derrotar na final o Club Municipal por 72 a 61

#### Títulos
| Nacionais          | Nacionais | Nacionais  | Nacionais |
| Competição         | Títulos   | Temporadas |           |
| ------------------ | --------- | ---------- | --------- |
| Copa Brasil Sul    | 1         | 2002       |           |
| Estaduais          |           |            |           |
| Competição         | Títulos   | Temporadas |           |
| Campeonato Carioca | 1         | 2003       |           |
| Torneio Carioca    | 1         | 2017       |           |

### Vôlei
O vôlei, que é praticado no Ginásio Marcelino Lopes, tem capacidade para abrigar 800 pessoas. A equipe feminina do Sport tem um histórico de disputas na Superliga Feminina de Vôlei, a mais completa e valorizada competição da categoria no país. A
A partir da temporada 2001-02, o ACF/Campos montou um time profissional no naipe feminino, conquistaram o título estadual de 2001, os títulos da Copa Sudeste e também da Taça Premium, ambas em 2001 e disputaram a Superliga Brasileira A: Gisele Florentino, Fernanda Doval, Sônia Benedito, Rô, Fabi, Karin Rodrigues, Kely Kolasco, Eth, Giovanna Chagas, Natalia Málaga, Lira Ribas, Jaline Prado, Danielle Fagundes Ciprandi, Priscila Muñoz Marsiglia e Janaína Melo Correa, sob o comando técnico de Luizomar de Moura
O ACF/Campos na temporada 2002-03, permaneceu o técnico Luizomar de Moura,  a levantadora Eth, também Rô, Jaline Prado, Karin Rodrigues Fabi, Giovanna Chagas, Priscila Marsiglia, Sônia Benedito, chegaram Cibele Barboza, as irmãs Daniela Berto e Fabiana Berto, Ana Maria Gosling, Fernanda Berti, Flúvia e Juliana Klaiom Machado.
Nas competições de de 2003-04, com alcunha ACF/Campos, sagraram-se bicampeãs estaduais e também no torneio de pré-temporada denominado Supercopa de Vôlei  e permaneceram no plantel, novamente sob o comando do Luizomar de Moura,  Eth, Jaline Prado, Sônia Benedito, Fabi, Daniela Berto, Ana Maria Gosling e Fernanda Berti, contrataram: Roberta Pereira, Janina Conceição, Ednéia Anjos, Marcelle, Renata Lúcia, Renatinha, Verônica, Ivnna Lacerda Sampaio e Fofinha.terminando em sexto lugar, e  foi vice-campeã do extinto Torneio Internacional Salonpas Cup de 2003, sediado em várias cidades do Nordeste e a final foi em Recife
Com a alcunha OI/Campos, disputou a temporada 2004-05, sendo vice-campeão no Campeonato Carioca de 2004, e alcançou o bronze na Superliga Brasileira A correspondente,  estavam na equipe, Eth, Renata Lúcia, Marcelle, Fofinha, Verônica, Fabi, Renatinha,   retornando ao clube Giovanna Chagas, sendo contratadas: Flávia Assis, Gélvia Cordeiro, Lígia Centeno, Ju Costa, 
Silvana Papini, Natália Pereira, Betina Schmidt, Soraia Neudil e Teny.
Principais títulos
- 0 Salonpas Cup
- Vice-campeão: 2003

- 0 Superliga Brasileira A
- Terceiro lugar: 2004-05

- 2 Campeonato Carioca
- Campeão: 2001 e 2003
- Vice-campeão: 2004